# Newgrounds
Newgrounds är en engelskspråkig webbplats där vem som helst kan lägga upp animationer eller spel gjorda i Adobe Flash. Newgrounds användare får sedan under en röstningsperiod avgöra om spelet/filmen ska stanna kvar på webbplatsen eller ej.

## Historia
Newgrounds grundades 1995 av Tom Fulp, och var då mest en fan-tidning för konsolen Neo-Geo. 1995 skapade Tom Fulp Clubby the Seal, och lite senare Assassin. Clubby the Seal är ett våldsspel där man spelar en säl som ska slå ihjäl eskimåer, och Assassin ett spel där man ska döda kända personer. 1998 startades sidan newgrounds.com. 